# Tripalmitine
La palmitine, tripalmitine ou le tripalmitate de glycérol est un triglycéride dérivé de l'estérification de l'acide palmitique avec le glycérol.